# روبرت أمبروز
روبرت أمبروز هو ملحن كندي، ولد في 7 مارس 1824، وتوفي في 31 مارس 1908.

## وصلات خارجية
- روبرت أمبروز على موقع ميوزك برينز (الإنجليزية)